# Zdzisław Barczewski
Zdzisław Barczewski (ur. 20 kwietnia 1924 w Łodzi, zm. 15 września 2011 w Legnicy) – polski działacz państwowy i partyjny, wojewoda legnicki (1980–1983).

## Życiorys
Syn Bolesława i Pelagii Barczewskich. Z wykształcenia inżynier rolnik. Od 1945 był członkiem Polskiej Partii Robotniczej, od 1948 zaś Polskiej Zjednoczonej Partii Robotniczej. Był lektorem szkolenia partyjnego, sekretarzem rolnym PZPR oraz sekretarzem Oddziałowej Organizacji Partyjnej PZPR przy Uniwersytecie Łódzkim. Od 1975 wicewojewoda legnicki, przewodniczył Powiatowej Radzie Narodowej w Legnicy. W 1980 został wojewodą legnickim w miejsce Ryszarda Romaniewicza, w lipcu 1983 zastąpił go Ryszard Jelonek. Przez wiele lat był przewodniczącym Rady Wojewódzkiej Ludowych Zespołów Sportowych, był też działaczem Ochotniczych Straży Pożarnych. W 1994 roku uzyskał tytuł Zasłużonego dla Miasta Legnicy.
Zmarł 15 września 2011 roku po długiej chorobie. Pochowano go na cmentarzu w Legnicy.